# Caribou de la Gaspésie-Atlantique

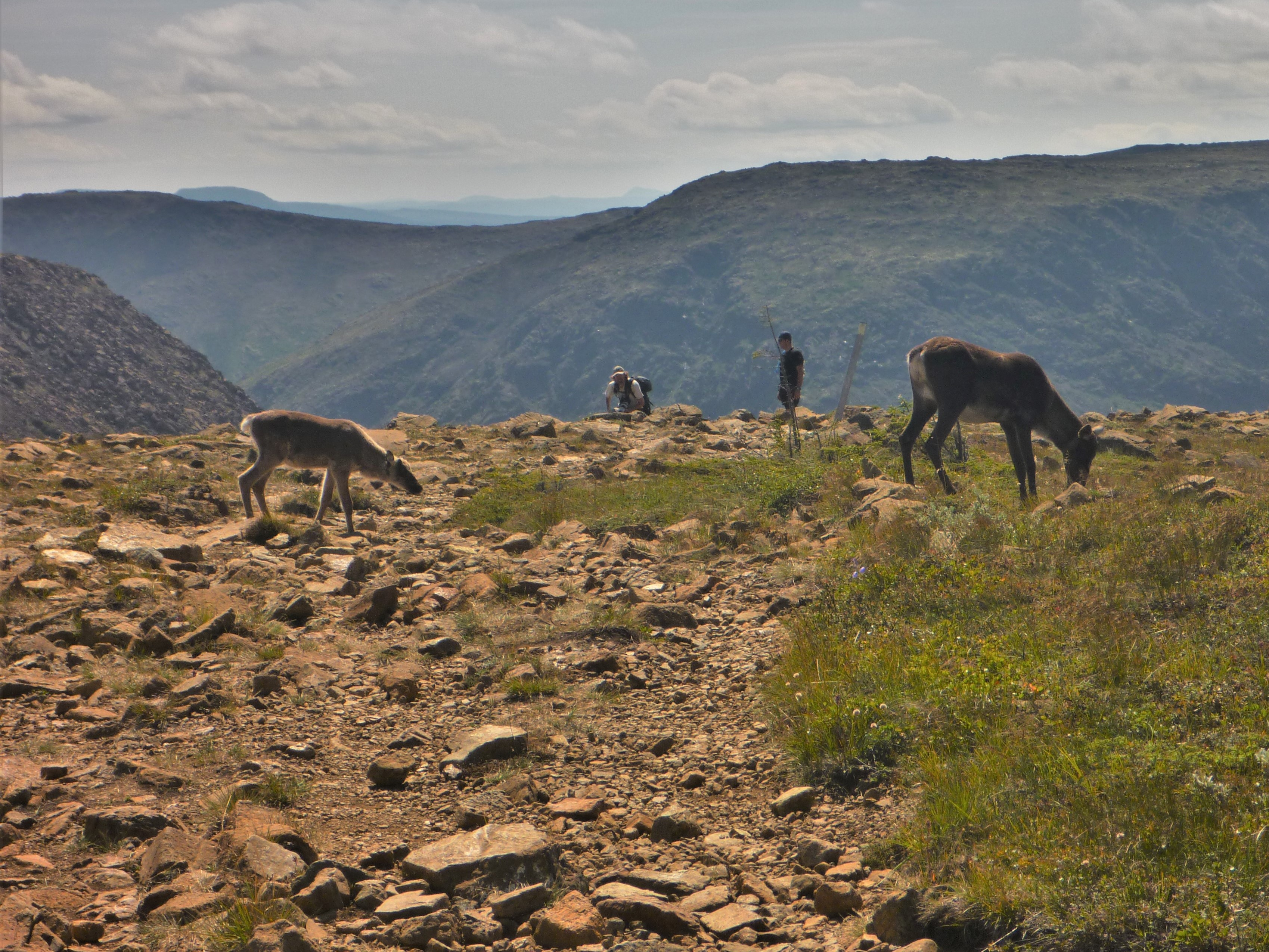
Jeune caribou de la Gaspésie-Atlantique et sa mère

Le caribou (Rangifer tarandus) est un mammifère qui appartient à la famille des cervidés. 

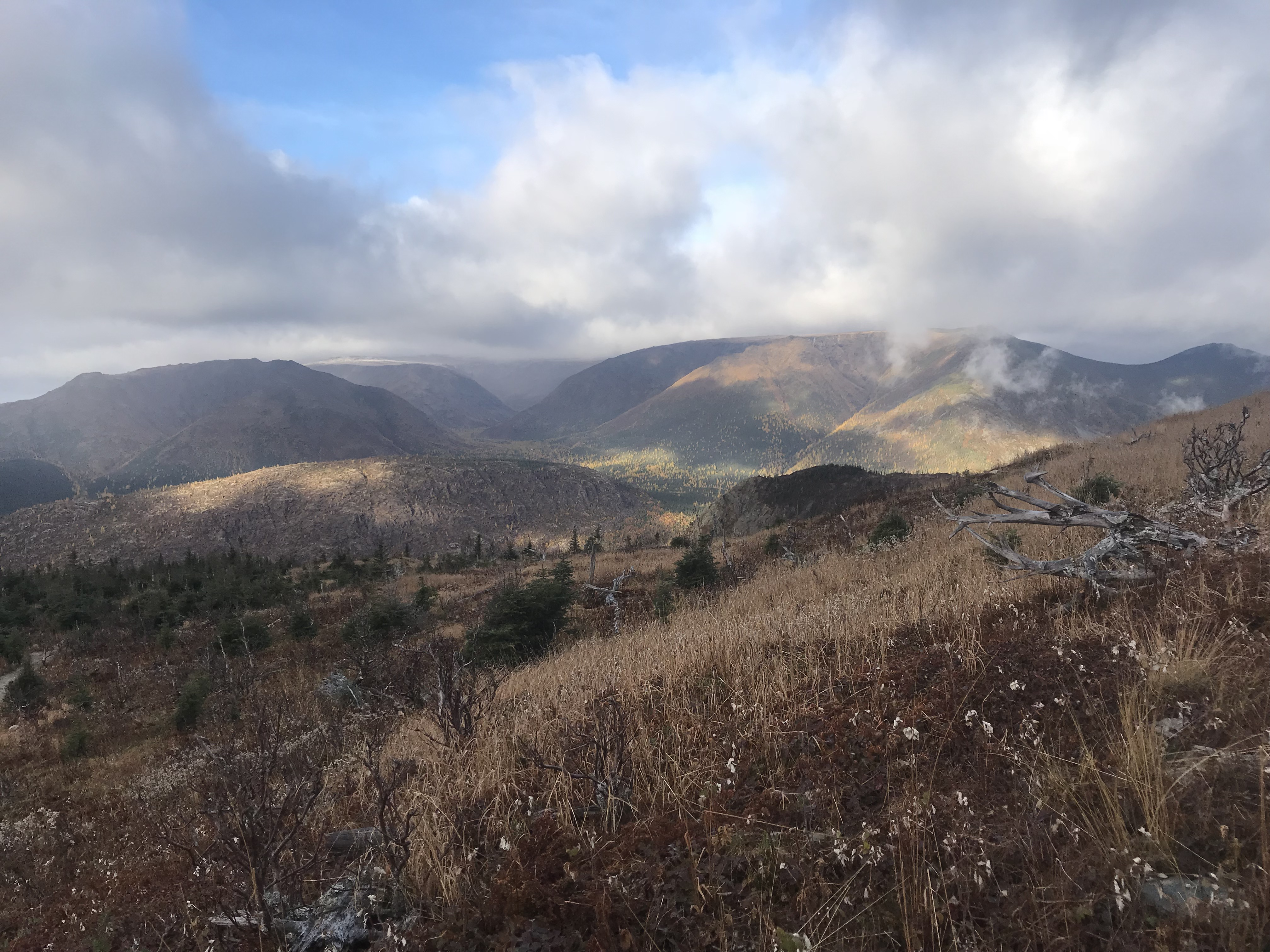
Parc national de la Gaspésie

Il comprend actuellement sept sous-espèces, dont une seule présente au Québec : il s’agit du caribou des bois. Il abonde dans les régions Nord, mais une seule population persiste à l'état naturel au sud du fleuve Saint-Laurent : c'est celle de la Gaspésie. En 2002, après de longues discussions, les chercheurs s'accordent pour confirmer que les caribous des bois de la Gaspésie-Atlantique sont uniques, car distincts génétiquement de façon significative de toutes les autres hardes existantes. Les caribous des bois sont répartis en trois écotypes : toundrique, forestier et montagnard. Les caribous de la péninsule de Gaspé appartiennent à l’écotype montagnard. Ils entreprennent des migrations saisonnières en altitude vers un habitat alpin, mais celles-ci se limitent principalement aux monts du parc de la Gaspésie.       

## Histoire de la population
Les caribous peuplaient autrefois tout le territoire québécois. Au début des années 1950, on estimait que l'effectif de la population de caribou en Gaspésie était de 700 à 1 500 individus. En 1980, il ne restait plus que 250 individus. Les principales causes de cette chute sont les activités humaines, que ce soit la chasse qui s'est poursuivie jusqu'en 1948, ou encore la perturbation des habitats liée à l'exploitation forestière, minière et au développement de l'agriculture. Les caribous de la Gaspésie sont en fait une méta-population divisée en trois hardes qui ont vraisemblablement peu d'échanges entre elles. Leur population a atteint son plus bas niveau en 1999, où l'on estimait qu'il ne restait alors plus que quelques dizaines d'individus. Depuis, plusieurs mesures de conservation ont été mises en place pour permettre à la population de caribous de se rétablir. 

### Statut de conservation
L’isolement géographique et génétique du caribou de la Gaspésie sont à l'origine de la grande valeur biologique et patrimoniale associée au caribou de la Gaspésie-Atlantique. La population de la Gaspésie fut désignée comme étant "en voie de disparition" par le Comité sur la situation des espèces en péril au Canada en 2001. C'est le statut maximal avant que l'espèce soit officiellement considérée comme éteinte. Ce statut est en général décerné aux populations à faible dispersion géographique. D'autre part, les modèles de population prévoient que le caribou de la Gaspésie-Atlantique pourrait disparaître d’ici 2056.
Cette mesure allait aussi dans le sens de la loi sur les parcs selon laquelle : "l'objectif prioritaire d'un parc national est d'assurer la conservation et la protection permanente de territoires représentatifs des régions naturelles du Québec ou de sites naturels à caractère exceptionnel, notamment en raison de leur diversité biologique, tout en les rendant accessibles au public pour des fins d'éducation et de récréation extensive".

## Caractéristiques

### Habitat
Le parc national de la Gaspésie est d'une superficie de 802 km2. Il comprend deux importants massifs montagneux de la chaîne des Appalaches : les monts Chic-Chocs et les monts McGerrigle, au cœur desquels vivent les caribous. On retrouve dans le parc des îlots de toundra arctique-alpine qui font partie intégrante de l'habitat des caribous des bois d'écotype montagnard. Le caribou de la Gaspésie-Atlantique se distingue par son utilisation exclusive des milieux montagneux. Le parc national protège également certains écosystèmes forestiers exceptionnels, dont plusieurs îlots de forêts anciennes. 

### Cycle de vie
L'espérance de vie des caribous à l'état sauvage est estimée à 10 et 15 ans respectivement pour les mâles et les femelles.

### Reproduction

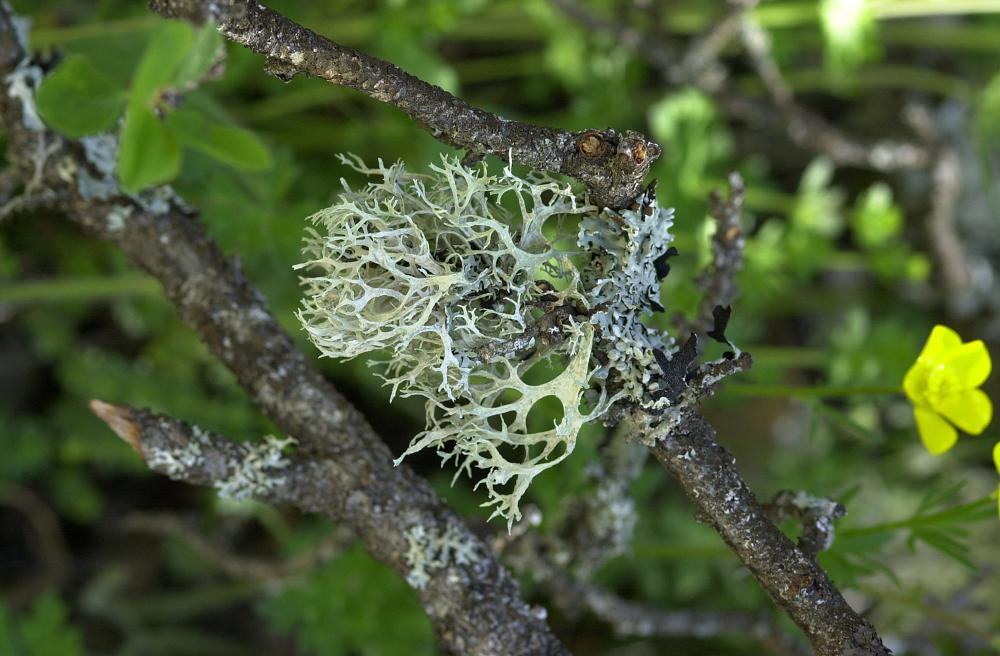
Lichen arboricole : principale source de nourriture du caribou de la Gaspésie-Atlantique en hiver

Les caribous ont un taux de fécondité assez bas, ce qui les rend d'autant plus vulnérables. En effet, ils n'atteignent leur maturité sexuelle qu'à l'âge de deux ans et demi (contre six mois pour les cerfs de Virginie, par exemple) et ne font, en général, qu'un seul petit. Le rut et l'accouplement ont lieu à l’automne, de septembre à novembre. La durée de la gestation varie entre sept et huit mois. Et entre la fin mai et la mi-juin, les femelles se dispersent pour donner naissance à leurs faons. Il a été démontré que la fécondité des femelles dépendait grandement des conditions d'alimentation et de la richesse en protéine de la nourriture à laquelle elles ont accès. 

### Régime alimentaire
La composition de son régime alimentaire varie selon les saisons. En été, le caribou se nourrit de mousses, de lichens et d'herbacées. Alors qu'en hiver, son alimentation est presque exclusivement constituée de lichens arboricoles. Ces lichens, que l'on trouve dans les peuplements d'arbres matures des hautes altitudes, sont essentiels à la survie du caribou en hiver lorsque le reste de sa nourriture est recouvert par la neige.

## Menaces

### La perte d'habitat
L’altération ou la perte de l'habitat liées à l’exploitation forestière conventionnelle sont reconnues comme étant les causes ultimes du déclin du caribou. L’exploitation forestière pratiquée dans le parc jusqu’en 1881 créa une forêt plus jeune, qui ne constitue généralement pas un milieu propice pour les caribous qui ne peuvent s’y nourrir. La Gaspésie est ainsi, passée d’un terrain forestier principalement constitué de résineux matures à un terrain forestier à prédominance de jeunes peuplements avec une présence plus importante de feuillus. Encore aujourd'hui, l’exploitation des ressources naturelles se poursuit dans les réserves fauniques de Matane et des Chic-Chocs, voisines du parc national de la Gaspésie. Les coupes forestières résultent aussi de l'arrivée des lobbies pour les énergies renouvelables. Des parcs éoliens se trouvent déjà sur l’aire de répartition des caribous de la Gaspésie-Atlantique, et trois autres sont en construction. Les éoliennes seront assez proches les unes des autres, et leur construction nécessitera probablement la coupe de la majeure partie de la forêt qui les sépare. L'extérieur du parc étant beaucoup moins propice à l'épanouissement des caribous, les connaissances actuelles suggèrent que le parc national de la Gaspésie est trop petit pour assurer, à lui seul, la conservation du caribou à long terme. 

### L'arrivée de nouveaux prédateurs
Les changements d'environnement créés par l’exploitation forestière peuvent être bénéfiques pour certaines espèces animales comme l’orignal, le coyote, ou encore l’ours noir. En effet, la régénération des feuillus favorise une augmentation de la densité des orignaux dans le parc. Ces nouvelles proies potentielles ainsi que le nouvel habitat, avec des zones d'aires ouvertes et des arbustes de végétation dense, sont à l'origine de l'arrivée massive des prédateurs. On a repéré pour la première fois des coyotes en Gaspésie en 1973, probablement attirés par les orignaux et la prolifération des lièvres d'Amérique dans les zones perturbées leur offrant de nouvelles aires ouvertes. Les ours eux, étaient également attirés par l'apparition de beaucoup de petits arbustes produisant des baies sauvages dont ils raffolent. Mais il faut savoir que les caribous, plus petits que les orignaux, sont malencontreusement la première ligne de mire de ces prédateurs. Ainsi, les chercheurs ont remarqué que l’augmentation des populations de coyotes et d’ours noirs exerçait une pression de prédation trop forte sur les faons des caribous et constituait ainsi l’une des principales causes de la disparition de la population de Gaspésie.

### La proximité avec l'Homme
L'aménagement du parc naturel en terrain récréatif pour les touristes présente aussi son lot de problèmes. En plus de créer des couloirs de dispersion pour les prédateurs via les chemins destinés au public, les visiteurs dérangent les cervidés. Les chemins/routes du parc sont très défavorables aux caribous qui n'osent souvent pas les traverser. Cela a pour conséquence de diminuer la taille de leurs habitats et de séparer les différentes parties de la population. Des études ont aussi montré que les animaux se déplaçaient beaucoup plus du fait des stress induits par la proximité avec l'humain. En effet, cela leur cause une fatigue supplémentaire et de ce fait augmente leur vulnérabilité face aux prédateurs. 

## Initiatives de protection
Depuis, plusieurs années un plan de rétablissement du caribou forestier est mis en place au Québec. L'équipe de rétablissement du caribou forestier qui est mandatée par le gouvernement, regroupe plus de 40 experts d'horizons différents. Ils sont chargés de la coordination du plan de rétablissement du caribou. Pour tenter de sauver ceux du parc de la Gaspésie, cette équipe a dû, en premier lieu, contrôler l'effectif des prédateurs présents, notamment en abattant certains de ces animaux, particulièrement à la période où il y a des faons. Mais ces décisions posent évidemment des problèmes éthiques à long terme. Les grands objectifs du plan actuel (2013-2023) de restauration du caribou forestier à l'échelle du Québec sont : (1) la préservation des habitats du caribou, (2) le maintien des effectifs, via l'amélioration du taux de survie des caribous, en effectuant un suivi démographique régulier et en préservant toutes les hardes actuelles, (3) l'obtention de l'appui du public et de l'implication des Premières Nations, (4) la poursuite de l'acquisition de connaissances.

### L'aménagement forestier
Du fait de ses nombreuses menaces, une grande partie de l'effort de sauvegarde du caribou de la Gaspésie-Atlantique passe par un contrôle strict de l'état de son habitat et par des tentatives d'amélioration de ce dernier en correspondance avec les besoins des caribous. Ces objectifs sont discutés et établis à l'occasion de la sortie du "Plan d’aménagement forestier de l’aire de fréquentation du caribou de la Gaspésie", tous les 5 ans. On a ainsi recours à la planification écologique pour améliorer la gestion du parc. 
Le plan propose d'encourager un aménagement basé sur des coupes partielles afin de conserver une quantité intéressante de lichens et de minimiser la création d'habitats qui avantagent les prédateurs et les proies alternatives telles que l'orignal. Des normes ont ainsi été créées au niveau de l'exploitation forestière dans l'aire de fréquentation du caribou. Dans les zones de conservation, aucune intervention visant à la production forestière n'est autorisée, hormis certains traitements sylvicoles qui contribuent à l'augmentation de la production de lichens et à la création d'habitats accueillants pour les caribous. Dans l'aire d'aménagement, il est conseillé de développer des structures inéquiennes, c'est-à-dire des forêts qui contiennent des arbres de tous âges et diamètres. Par là, on espère conserver des îlots de forêts matures porteuses de lichens. Les réglementations changent et sont adaptées en fonction de l'altitude considérée. 
Les objectifs généraux sont de conserver au moins 50 % de l'abondance historique des vieux peuplements d'arbres dans les unités où il y a directement présence de caribous et 30 % dans les unités alentour. On compte aussi contrôler la quantité de jeunes peuplements. L'équipe veut maintenir un couvert forestier qui soit supérieur à 4 m de haut (soit 30 ans d'âge ou plus) sur au moins 84 % du territoire forestier et favoriser le couvert par des résineux à longue durée de vie. Finalement, la priorité est de préserver au maximum le lichen arboricole, qui ne peut s'établir pleinement que dans des massifs forestiers qui ont plus de 90 ans. On veut aussi augmenter la protection des sommets comprenant un faciès de toundra, paysages particuliers essentiels aux caribous de la Gaspésie et protéger ce qui correspond aux corridors de déplacement du caribou. Une autre initiative est de restaurer des massifs forestiers continus dans toute la zone d'aménagement, en reboisant notamment certains chemins forestiers. 

### Le contrôle des prédateurs
Aujourd'hui un contrôle des populations de prédateurs, particulièrement des populations de coyotes, mais aussi des populations d'ours est effectué dans le parc de la Gaspésie. Des opérations de trappage sont mises en place dans le cadre du plan de rétablissement du caribou. Le but étant de diminuer les pressions de prédations particulièrement sur les jeunes et ainsi d'augmenter le taux de survie des faons. Ces techniques se révèlent être des solutions efficaces. Mais ces pratiques de contrôle des populations de prédateurs peuvent soulever plusieurs problèmes éthiques, de financement et d'acceptabilité sociale auprès des populations. Elles ne sont donc envisagées que comme des solutions de court terme.

### La sensibilisation du grand public
Dans l'objectif d'atteindre une meilleure protection, il y a une forte médiatisation autour de la protection des caribous de la Gaspésie-Atlantique. Les responsables du parc tentent de sensibiliser les visiteurs face à l'importance de préserver cette population relique emblématique. Plusieurs études ont montré que l'intégration du public dans les prises de décisions et l'établissement des plans de protection rendait ces derniers plus efficaces. D'autre part, dans le but de diminuer le stress auquel est exposée cette population fragile, les gestionnaires du parc ont décidé de fermer au public, pendant une période de l'année, une grande partie des sentiers. Ceci afin de faciliter la restauration du milieu forestier et de créer un espace refuge pour l'espèce. 

### Le suivi de la population
Les caribous de la Gaspésie-Atlantique sont maintenant recensés chaque année à l'aide d'observations par hélicoptère. On en dénombrait 54 en 2017 et on estimait donc que leur population devait se trouver autour de 75 individus. La population est stable depuis quelques années, mais toujours dans un état précaire. La mise en place du plan de conservation, demande un contrôle régulier des hardes, notamment du taux de faons présents chaque année. Les objectifs sont actuellement d'avoir plus de 17 % de faons dans chaque harde. On estime que ce taux est le minimum nécessaire pour permettre à la harde de se régénérer naturellement. Le nombre de faons dépend évidemment de si l'environnement est favorable et du nombre de prédateurs qui y sont présents.
Par ailleurs, les nouvelles données offertes par la télémétrie sont aujourd'hui utilisées pour tenter de mieux comprendre les déplacements et les comportements des hardes et des individus. Cela permet aussi d'avoir des indices plus spécifiques quant aux taux de survie des caribous de la Gaspésie-Atlantique. Les données télémétriques guident les gestionnaires de la biodiversité dans leur choix des zones géographiques à protéger en priorité.